# Royal League 2006-2007
La Royal League 2006-2007 fu la terza edizione del torneo che vedeva impegnate squadre danesi norvegesi e svedesi.
La finale venne disputata tra due squadre danesi: il Brøndby IF ebbe la meglio sull'FC Copenaghen, vincitore nei due anni precedenti.

## Prima fase

### Gruppo 1
| Squadre            | G  | V | N | P | Gf | Gs | Dif | Pt |
| ------------------ | -- | - | - | - | -- | -- | --- | -- |
| 1. Odense BK       | 13 | 6 | 4 | 1 | 1  | 13 | 7   | +6 |
| 2. SK Brann        | 9  | 6 | 2 | 3 | 1  | 13 | 11  | +2 |
| 3. Helsingborgs IF | 9  | 6 | 2 | 3 | 1  | 8  | 8   | 0  |
| 4. Rosenborg       | 1  | 6 | 0 | 1 | 5  | 7  | 15  | -8 |

| 9 novembre 2006  | 19:30 | Rosenborg   | 1–3 | Brann       |  |
| 19 novembre 2006 | 16:00 | Helsingborg | 3–1 | Rosenborg   |  |
| 26 novembre 2006 | 15:00 | Brann       | 2–2 | Helsingborg |  |
|                  | 17:00 | Odense      | 5–3 | Rosenborg   |  |
| 3 dicembre 2006  | 13:55 | Brann       | 1–1 | Odense      |  |
|                  | 18:00 | Rosenborg   | 0–0 | Helsingborg |  |
| 7 dicembre 2006  | 19:00 | Helsingborg | 1–0 | Odense      |  |
|                  | 19:30 | Brann       | 3–2 | Rosenborg   |  |
| 10 dicembre 2006 | 15:55 | Rosenborg   | 0–1 | Odense      |  |
|                  | 16:00 | Helsingborg | 2–2 | Brann       |  |
| 18 febbraio 2007 | 15:00 | Odense      | 3–0 | Helsingborg |  |
| 25 febbraio 2007 | 15:00 | Odense      | 3–2 | Brann       |  |

### Gruppo 2
| Squadre          | G  | V | N | P | Gf | Gs | Dif | Pt  |
| ---------------- | -- | - | - | - | -- | -- | --- | --- |
| 1. Lillestrøm SK | 12 | 6 | 3 | 3 | 0  | 7  | 3   | +4  |
| 2. Brøndby IF    | 11 | 6 | 3 | 2 | 1  | 10 | 8   | +2  |
| 3. FC Copenhagen | 9  | 6 | 3 | 0 | 3  | 9  | 5   | +4  |
| 4. Hammarby IF   | 1  | 6 | 0 | 1 | 5  | 5  | 15  | -10 |

| 18 novembre 2006 | 15:00 | Hammarby   | 1–1 | Lillestrøm |  |
| 23 novembre 2006 | 18:55 | Hammarby   | 2–3 | Brøndby    |  |
| 26 novembre 2006 | 15:00 | Lillestrøm | 2–0 | Hammarby   |  |
| 30 novembre 2006 | 18:55 | Brøndby    | 3–1 | Hammarby   |  |
|                  | 19:30 | Lillestrøm | 1–0 | Copenhagen |  |
| 3 dicembre 2006  | 16:00 | Copenhagen | 0–1 | Lillestrøm |  |
| 7 dicembre 2006  | 18:55 | Lillestrøm | 1–1 | Brøndby    |  |
| 10 dicembre 2006 | 18:00 | Brøndby    | 1–1 | Lillestrøm |  |
|                  | 20:00 | Hammarby   | 1–2 | Copenhagen |  |
| 11 febbraio 2007 | 17:00 | Copenhagen | 0–1 | Brøndby    |  |
| 18 febbraio 2007 | 17:00 | Brøndby    | 1–3 | Copenhagen |  |
| 25 febbraio 2007 | 17:00 | Copenhagen | 4–0 | Hammarby   |  |

### Gruppo 3
| Squadre         | G  | V | N | P | Gf | Gs | Dif | Pt |
| --------------- | -- | - | - | - | -- | -- | --- | -- |
| 1. Vålerenga IF | 14 | 6 | 4 | 2 | 0  | 13 | 8   | +5 |
| 2. Elfsborg     | 8  | 6 | 2 | 2 | 2  | 11 | 8   | +3 |
| 3. AIK          | 6  | 6 | 1 | 3 | 2  | 7  | 12  | -5 |
| 4. Viborg FF    | 3  | 6 | 0 | 3 | 3  | 5  | 8   | -3 |

| 12 novembre 2006 | 13:30 | Elfsborg  | 4–0 | AIK       |  |
| 19 novembre 2006 | 16:00 | Vålerenga | 2–1 | Elfsborg  |  |
| 23 novembre 2006 | 19:00 | Vålerenga | 1–0 | Viborg    |  |
| 26 novembre 2006 | 15:00 | Viborg    | 2–2 | Elfsborg  |  |
|                  | 16:00 | AIK       | 1–1 | Vålerenga |  |
| 30 novembre 2006 | 19:00 | AIK       | 1–1 | Viborg    |  |
| 2 dicembre 2006  | 16:00 | Elfsborg  | 1–0 | Viborg    |  |
| 3 dicembre 2006  | 16:00 | Vålerenga | 4–2 | AIK       |  |
| 7 dicembre 2006  | 19:00 | AIK       | 1–1 | Elfsborg  |  |
|                  | 19:00 | Viborg    | 2–2 | Vålerenga |  |
| 10 dicembre 2006 | 15:00 | Viborg    | 1–2 | AIK       |  |
|                  | 16:00 | Elfsborg  | 2–3 | Vålerenga |  |

### Classifica avulsa 3º posto
| Squadre            | Pt | G | V | N | S | Gf | Gs | Dif |
| ------------------ | -- | - | - | - | - | -- | -- | --- |
| 1. FC Copenhagen   | 9  | 6 | 3 | 0 | 3 | 9  | 5  | +4  |
| 2. Helsingborgs IF | 9  | 6 | 2 | 3 | 1 | 8  | 8  | 0   |
| 3. AIK             | 6  | 6 | 1 | 3 | 2 | 7  | 12 | -5  |

## Fase ad eliminazione

### Tabellone
|  | Quarti di finale | Quarti di finale | Quarti di finale |                 |               | Semifinali    | Semifinali | Semifinali |  |  | Finale | Finale | Finale |  |
|  |                  |                  |                  |                 |               |               |            |            |  |  |        |        |        |  |
|  | Brøndby IF       | Brøndby IF       | 3                |                 |               |               |            |            |  |  |        |        |        |  |
|  | Brøndby IF       | Brøndby IF       | 3                |                 |               |               |            |            |  |  |        |        |        |  |
|  | SK Brann         | SK Brann         | 0                |                 |               |               |            |            |  |  |        |        |        |  |
|  | SK Brann         | SK Brann         | 0                |                 | Brøndby (dts) | Brøndby (dts) | 2          |            |  |  |        |        |        |  |
|  |                  |                  |                  |                 | Brøndby (dts) | Brøndby (dts) | 2          |            |  |  |        |        |        |  |
|  |                  |                  | Odense BK        | Odense BK       | 1             |               |            |            |  |  |        |        |        |  |
|  | Odense (dtr)     | Odense (dtr)     | Odense BK        | Odense BK       | 1             | 2 (4)         |            |            |  |  |        |        |        |  |
|  | Odense (dtr)     | Odense (dtr)     |                  |                 |               |               |            |            |  |  |        |        |        |  |
|  | Lillestrøm       | Lillestrøm       | 2 (1)            |                 |               |               |            |            |  |  |        |        |        |  |
|  | Lillestrøm       | Lillestrøm       | 2 (1)            |                 | Brøndby       | Brøndby       | 1          |            |  |  |        |        |        |  |
|  |                  |                  |                  |                 |               |               |            |            |  |  |        |        |        |  |
|  |                  |                  | FC Copenhagen    | FC Copenhagen   | 0             |               |            |            |  |  |        |        |        |  |
|  | Elfsborg         | Elfsborg         | FC Copenhagen    | FC Copenhagen   | 0             | 1             |            |            |  |  |        |        |        |  |
|  | Elfsborg         | Elfsborg         |                  |                 |               |               |            |            |  |  |        |        |        |  |
|  | FC Copenhagen    | FC Copenhagen    | 2                |                 |               |               |            |            |  |  |        |        |        |  |
|  | FC Copenhagen    | FC Copenhagen    | 2                |                 | Copenaghen    | Copenaghen    | 3          |            |  |  |        |        |        |  |
|  |                  |                  |                  |                 | Copenaghen    | Copenaghen    | 3          |            |  |  |        |        |        |  |
|  |                  |                  | Helsingborgs IF  | Helsingborgs IF | 1             |               |            |            |  |  |        |        |        |  |
|  | Vålerenga        | Vålerenga        | Helsingborgs IF  | Helsingborgs IF | 1             | 1             |            |            |  |  |        |        |        |  |
|  | Vålerenga        | Vålerenga        |                  |                 |               |               |            |            |  |  |        |        |        |  |
|  | Helsingborgs IF  | Helsingborgs IF  | 2                |                 |               |               |            |            |  |  |        |        |        |  |

### Quarti di finale
| Arbitro: | Martin Hansson |

|                                               |           |  |
| Ericsson 27’ (rig.) Rasmussen 67’ Katongo 69’ | Marcatori |  |

| Arbitro: | Claus Bo Larsen |

|            |           |                         |
| Roberts 9’ | Marcatori | 79’ Olsson 82’ Karekezi |

| Arbitro: | Stefan Johannesson |

|                                 |                      |                          |
| Fevang 15’ Borring 108’         | Marcatori            | 11’ Myklebust 94’ Søgård |
| Sørensen Laursen Borring Fevang | Tiri di rigore 4 – 1 | Brenne Mouelhi Sundgot   |

| Arbitro: | Tom Henning Øvrebø |

|                   |           |                                |
| Holmén 51’ (rig.) | Marcatori | 20’ Nørregaard 48’ Silberbauer |

### Semifinali
| Arbitro: | Terje Hauge |

|                             |           |               |
| Berglund 5’, 15’ Ailton 32’ | Marcatori | 19’ Jakobsson |

| Arbitro: | Martin Ingvarsson |

|                           |           |            |
| Nielsen 78’ Ericsson 104’ | Marcatori | 66’ Fevang |

### Finale
| Arbitro: | Tom Henning Øvrebø |

|                     |           |  |
| Ericsson 38’ (rig.) | Marcatori |  |

| Royal League 2006-07 |
| -------------------- |
| Brøndby IF 1º titolo |

## Marcatori
| Giocatore           | Squadra     | Reti |
| ------------------- | ----------- | ---- |
| Martin Ericsson     | Brøndby     | 6    |
| Jan-Derek Sørensen  | Vålerenga   | 6    |
| Fredrik Berglund    | Copenhagen  | 4    |
| Morten Fevang       | Odense      | 4    |
| Øyvind Storflor     | Rosenborg   | 4    |
| Denni Avdić         | Elfsborg    | 3    |
| Kim Christensen     | Odense      | 3    |
| Samuel Holmén       | Elfsborg    | 3    |
| Erik Huseklepp      | Brann       | 3    |
| Olivier Karekezi    | Helsingborg | 3    |
| Luton Shelton       | Helsingborg | 3    |
| Michael Silberbauer | Copenhagen  | 3    |
| Magnus Myklebust    | Lillestrøm  | 3    |
| David Joel Williams | Brøndby     | 3    |